# Ariane Binder
Ariane Binder (* 1974 in Vöhrum, Niedersachsen) ist eine deutsche Journalistin und Fernsehmoderatorin.

## Leben
Ariane Binder begann 1995 mit dem Studium der Literatur- und Kulturwissenschaften an der Humboldt-Universität zu Berlin und studierte außerdem an der Universität Wien Theaterwissenschaft. Nach dem Studium absolvierte sie ein Volontariat beim SWR und moderierte dort vier Jahre lang die Sendung Landesart.
Seit 2006 arbeitet Ariane Binder im Auftrag der ARD als Redakteurin für die Sendung Kulturzeit auf 3sat, die sie seit 2018 auch vertretungsweise moderiert.
Seit September 2018 moderiert Ariane Binder im Wechsel mit Steffen König das Kulturmagazin Kunscht! im SWR.
Ariane Binder lebt mit ihrer Familie in Mainz.